# Mud'juga (tributario del Mar Bianco)
La Mud'juga (in russo Мудьюга?) è un fiume della Russia europea settentrionale, tributario del Mar Bianco. Scorre nel rajon Primorskij dell'oblast' di Arcangelo. Da non confondere con l'omonimo fiume tributario dell'Onega.
Il fiume proviene da un piccolo lago, a ovest dei laghi Mud'yugskij. Scorre principalmente in direzione ovest-sud-ovest nella parte occidentale dell'altopiano del Mar Bianco e del Kuloj. Sfocia nella baia Suchoe More (Mare Secco) sul lato orientale della baia della Dvina lungo la costa Zimnij formando un delta. Di fronte al delta si trova l'isola Mud'jug. La lunghezza del fiume è di 82 km, l'area del bacino è di 871 km². Lungo il suo corso si trovano vari villaggi, tra cui Patrakeevka.